# Kergloff
 Kergloff  (en bretón Kerglof) es una población y comuna francesa, situada en la región de Bretaña, departamento de Finisterre, en el distrito de Châteaulin y cantón de Carhaix-Plouguer.

## Demografía
| 762 | 630 | 558 | 610 | 720 | 745 |
| Para los censos de 1962 a 1999 la población legal corresponde a la población sin duplicidades (Fuente: INSEE [Consultar]) |     |     |     |     |     |